# Псалом 11
Псалом 11 (у масоретській нумерації — 12) — одинадцятий псалом Книги псалмів. Авторство псалому традиційно приписується Давидові.

## Структура
Ґункель розділ цей псалом на такі частини:
- Вірш 2: Після короткого крику про допомогу — нарікання на панування фальшивості
- Вірш 4: Бажання Господнього втручання
- Вірш 6: Втішання, тому що Господь з’являється для спасіння
- Вірші 7–9: Відповідь спільноти: Слава словам Господнім.

## Текст
| Вірш | Гебрейська мова                                                  | Давньогрецька мова (Септуаґінта) | Латинська мова (Вульгата)                                                                                               | Українська мова (Переклад Хоменка)                                                                            |
| ---- | ---------------------------------------------------------------- | --- | --- | --- |
| 1    | לַמְנַצֵּחַ עַל-הַשְּׁמִינִית, מִזְמוֹר לְדָוִד                                     | Εἰς τὸ τέλος, ὑπὲρ τῆς ὀγδόης· ψαλμὸς τῷ Δαυιδ.                                                                                             | In finem, pro octava. Psalmus David.                                                                                    | Провідникові хору. На восьмий тон. Псалом. Давида.                                                            |
| 2    | הוֹשִׁיעָה יְהוָה, כִּי-גָמַר חָסִיד: כִּי-פַסּוּ אֱמוּנִים, מִבְּנֵי אָדָם                | Σῶσόν με, κύριε, ὅτι ἐκλέλοιπεν ὅσιος, ὅτι ὠλιγώθησαν αἱ ἀλήθειαι ἀπὸ τῶν υἱῶν τῶν ἀνθρώπων.                                                | [Salvum me fac, Domine, quoniam defecit sanctus, quoniam diminutae sunt veritates a filiis hominum.                     | Спаси, о Господи! Бо побожних дедалі менше, бо правда з-поміж людей зникла.                                   |
| 3    | שָׁוְא, יְדַבְּרוּ--אִישׁ אֶת-רֵעֵהוּ: שְׂפַת חֲלָקוֹת--בְּלֵב וָלֵב יְדַבֵּרוּ                | μάταια ἐλάλησεν ἕκαστος πρὸς τὸν πλησίον αὐτοῦ, χείλη δόλια ἐν καρδίᾳ καὶ ἐν καρδίᾳ ἐλάλησαν.                                               | Vana locuti sunt unusquisque ad proximum suum; labia dolosa, in corde et corde locuti sunt.                             | Брехню один одному точать, базікають облесливими словами й нещирим серцем.                                    |
| 4    | יַכְרֵת יְהוָה, כָּל-שִׂפְתֵי חֲלָקוֹת-- לָשׁוֹן, מְדַבֶּרֶת גְּדֹלוֹת                     | ἐξολεθρεύσαι κύριος πάντα τὰ χείλη τὰ δόλια καὶ γλῶσσαν μεγαλορήμονα                                                                        | Disperdat Dominus universa labia dolosa, et linguam magniloquam.                                                        | Нехай Господь заціпить усі уста лестиві, язик велерічивий тих, що кажуть:                                     |
| 5    | אֲשֶׁר אָמְרוּ, לִלְשֹׁנֵנוּ נַגְבִּיר—שְׂפָתֵינוּ אִתָּנוּ: מִי אָדוֹן לָנוּ                  | τοὺς εἰπόντας Τὴν γλῶσσαν ἡμῶν μεγαλυνοῦμεν, τὰ χείλη ἡμῶν παρ᾽ ἡμῶν ἐστιν· τίς ἡμῶν κύριός ἐστιν;                                          | Qui dixerunt: Linguam nostram magnificabimus; labia nostra a nobis sunt. Quis noster dominus est?                       | «Нашим язиком ми чудеса появимо, і в нас є губи! Хто пан над нами?»                                           |
| 6    | מִשֹּׁד עֲנִיִּים, מֵאֶנְקַת אֶבְיוֹנִים:עַתָּה אָקוּם, יֹאמַר יְהוָה; אָשִׁית בְּיֵשַׁע, יָפִיחַ לוֹ | ᾿Απὸ τῆς ταλαιπωρίας τῶν πτωχῶν καὶ ἀπὸ τοῦ στεναγμοῦ τῶν πενήτων νῦν ἀναστήσομαι, λέγει κύριος, θήσομαι ἐν σωτηρίᾳ, παρρησιάσομαι ἐν αὐτῷ. | Propter miseriam inopum, et gemitum pauperum, nunc exsurgam, dicit Dominus. Ponam in salutari; fiducialiter agam in eo. | «Задля горя нужденних і зідхань бідних ось я встану, — каже Господь, — я дам спасіння тому, хто його прагне». |
| 7    | אִמְרוֹת יְהוָה, אֲמָרוֹת טְהֹרוֹת:כֶּסֶף צָרוּף, בַּעֲלִיל לָאָרֶץ; מְזֻקָּק, שִׁבְעָתָיִם       | τὰ λόγια κυρίου λόγια ἁγνά, ἀργύριον πεπυρωμένον δοκίμιον τῇ γῇ κεκαθαρισμένον ἑπταπλασίως.                                                 | Eloquia Domini, eloquia casta; argentum igne examinatum, probatum terrae, purgatum septuplum.                           | Слова Господні — слова щирі, випробуване срібло, очищене від землі, сім раз перелите.                         |
| 8    | אַתָּה-יְהוָה תִּשְׁמְרֵם; תִּצְּרֶנּוּ, מִן-הַדּוֹר זוּ לְעוֹלָם                          | σύ, κύριε, φυλάξεις ἡμᾶς καὶ διατηρήσεις ἡμᾶς ἀπὸ τῆς γενεᾶς ταύτης καὶ εἰς τὸν αἰῶνα.                                                      | Tu, Domine, servabis nos, et custodies nos a generatione hac in aeternum.                                               | Ти сохраниш, Господи, нас; ти збережеш нас від цього роду й повіки.                                           |
| 9    | סָבִיב, רְשָׁעִים יִתְהַלָּכוּן; כְּרֻם זֻלּוּת, לִבְנֵי אָדָם                          | κύκλῳ οἱ ἀσεβεῖς περιπατοῦσιν· κατὰ τὸ ὕψος σου ἐπολυώρησας τοὺς υἱοὺς τῶν ἀνθρώπων.                                                        | In circuitu impii ambulant: secundum altitudinem tuam multiplicasti filios hominum.]                                    | Навколо грішники кружляють, коли підлота людська виноситься.                                                  |

## Літургійне використання

### Юдаїзм
- Псалом читають на свято Сімхат Тора.
- Псалом також читають під час обряду Брит-мила — обряду обрізання в юдаїзмі.

### Католицька церква
Відповідно до Статуту Бенедикта (530 AD), псалми з 1 по 20 в основному використовуються у першій годині Літургії годин. Псалом 11 традиційно читають або співають під час першої години по середах. Велика кількість монастирів до цього часу дотримуються цієї традиції. На даний час під час літургії годин псалом 11 читають у вівторок першого тижня на обідній літургії.

## Використання у музиці
- У 1523 році Мартін Лютер написав хорал «Ach Gott, vom Himmel sieh darein» (Nr. 273 у пісеннику Євангелічної церкви).
- Хорал Лютера був неодноразово опрацьований, наприклад, Йоганом Себастьяном Бахом у кантаті «Ach Gott, vom Himmel sieh darein», BWV 2 (1724), Гайнріхом Гартманном у творі «Herr wie lang» на п’ять голосів (1616),[6] Гансом Лео Гасслером у поліфонічному творі «Ach Gott, vom Himmel sieh darein».[7]
- Англійською мовою псалом був покладений на музику Джозефом Стівенсоном: «Since godly men decay, O Lord» (1757).[8]
- Французький композитор Марк Антуан Шарпантьє написав твір «Usquequo Domine, for 4 voices, recorder, flutes, and basso continuo», H 196 (1685).